# Ясановець (струмок)
Ясановець — струмок в Україні, у Хустському районі Закарпатської області, лівий доплив Тереблі (басейн Дунаю).

## Опис
Довжина річки приблизно 3 км. Формується з багатьох безіменних струмків.

## Розташування
Бере початок на західних схилах гірської вершини Чертеж. Тече переважно на північний захід і у селі Забрідь впадає у річку Тереблю, праву притоку Тиси.